# Акбаш (Свердловская область)
Акбаш — село в Нижнесергинском районе Свердловской области России, входит в состав Михайловского муниципального образования Нижнесергинского муниципального района.

## География
Акбаш располагается 130 километрах к юго-западу от города Екатеринбург, в 35 километрах к югу от города Нижние Серги (по автодорогам в 39 километрах), в 10 километрах от г.Михайловск на обоих берегах реки Шарамы (левого притока реки Уфы), ниже устье левого притока — реки Реу.

## История села
Слово Акбаш в переводе с тюркского означает «белая голова». 
Во времена Пугачевского движения на Урале, из местности Толгайны /ныне Пермский край/,по реке уфа на плотах приплыл со своей семьей мужчина по имени Акбаш./ 
Большая семья была у него:семь сыновей подрастало. Однако участок земли, который выделила башкирская община, оказалась слишком мал. Не хватало земли,чтобы крестьянин мог прокормить такую семью. И тогда решил Акбаш поискать счастья в другом месте.построил он плоты, погрузила на них семья свои пожитки и стала подниматься по реке Уфе. Плыли любовались красивыми берегами, Вот уж миновали поляну,окруженную сосновыми лесами/теперь на этой поляне стоит д.Урмикеево/.  на левом берегу Уфы оказался поселок Шарама.По тем временам это было большое поселение. Следующим селением на пути встало Шокурово. Рассказал Акбаш правлению шокуровской общины о своих мытарствах,попросил оставить его с семьей в здешних местах. Посовещались старейщины: что это, мол, за люди, никак не могут нигде задержаться.Решили, что, пожалуй, не нужны такие, пусть плывут за счастьем дальше.   И снова двинулась в путь семья Акбаша.      долго смотрели вслед плотам шокуровцы... Стыдно стало, что на ночь глядя прогнали людей из своего села.И помчались за плотами на лодках гонцы, чтобы вернуть Акбаша.                          Решением общины отвели Акбашу и его сыновьям территорию. на которой сейчас находиться село Акбаш. Обустроил Акбаш свою новую землю: распахал и засеял пашню, завел большое стадо скота. Появился в семье достаток, сыновья женились на шокуровских девушках. Стали жить - поживать.   
  1772 год - дата основания села Акбаш    /Путь Акбаша.История Нижнесергинского района: документы и факты.Екатеринбург.2007 /

## Население
| 2002 | 2010 | 2021 |
| ---- | ---- | ---- |
| 683  | ↗698 | ↘584 |

## Религия
Мечети
- Мечеть